# One of Us (canción de ABBA)
«One Of Us» (Uno de nosotros) es una canción y sencillo que publicó el grupo sueco ABBA. Es el primero de su último disco The Visitors.

## La canción
Fue escrita por Benny y Björn. Fue grabada el 21 de octubre de 1981, en los estudios de Polar Music, llamada primeramente "Nummer 1" y posteriormente "Mi Amore". La canción habla sobre cómo una mujer y un hombre terminan con su relación, y ahora ella llora y sufre porque se ha quedado sola. Este tema viene incluido en el álbum The Visitors como la pista número 6.
Esta canción se considera el último hit mundial de ABBA. La canción les dio a ABBA su último número 1 en muchos países, entre ellos: Irlanda, Alemania, Bélgica, España y Holanda. Mientras tanto, logró posicionarse dentro del Top 10 en muchos otros países como: Austria, Finlandia, Francia, Israel, Noruega, Suecia, Suiza, Sudáfrica y Reino Unido, en este último fue su último Top 10 consecutivo desde SOS en 1975. En Estados Unidos, la canción sólo llegó al 107, siendo la canción menos exitosa de ABBA en ese país.
La canción forma parte del musical Mamma Mia!, basado en las canciones de ABBA. La carátula del sencillo es la misma que la del álbum, solo con un pequeño detalle: Björn y Benny intercambiaron lugar.

## Should I Laugh Or Cry?
«Should I Laugh Or Cry?» (en español: «¿Debo reír o llorar?») es el lado B de este sencillo. Fue grabada el 4 de septiembre de 1981, en los estudios de Polar Music, llamada primeramente "Underbar". La canción habla sobre una mujer que terminó con su pareja, pero no sabe qué hacer: si estar triste o ponerse feliz. Este tema viene incluido en el álbum The Visitors como la pista número 10.
En el Reino Unido y Sudáfrica, se lanzó una versión diferente como lado B, donde al principio se escucha a Benny contando en sueco.

## El vídeo
El vídeo de One Of Us fue hecho el 30 de noviembre de 1981. En este se muestra a Agnetha mudándose al apartamento de Lasse Hallström en Estocolmo. También muestra al grupo con efectos de reflejo que fueron grabados en los estudios Filmbolaget. También es el primer video donde aparecen Frida con su nuevo corte de pelo y Björn con su nueva barba. Fue dirigido por Lasse Hallström.
Actualmente está disponible en The Definitive Collection (DVD), ABBA Number Ones (DVD) y en ABBA Gold (DVD).

## Posicionamiento
| Lista                                           | Posición |
| ----------------------------------------------- | -------- |
| Alemania Top 50 Airplay Singles Chart           | 1        |
| Alemania Top 50 Media Control Singles Chart     | 1        |
| Bélgica Top 30 BRT Singles Chart                | 1        |
| Dinamarca Top 50 Singles Chart                  | 1        |
| México Lista de Sencillos Internacionales       | 1        |
| Costa Rica Top 50 Radio Uno Chart               | 1        |
| España Radio Los 40 Principales                 | 1        |
| Irlanda Top 30 IRMA Singles Chart               | 1        |
| Holanda Top 30 National Hitparade Singles Chart | 1        |
| Holanda Dutch Top 40 Singles Chart              | 1        |
| Eurochart Hot 100 Singles                       | 1        |
| Israel Top 40 Singles Chart                     | 1        |
| Suecia Top 60 Sverige Singles Chart             | 1        |
| Austria Top 75 Singles Chart                    | 1        |
| UK Singles Chart                                | 1        |
| Suiza Top 100 Singles Chart                     | 1        |
| Finlandia Suosikki Singles Chart                | 1        |
| Sudáfrica Top 20 Springbok Singles Chart        | 1        |
| Noruega Top 20 VG Singles Chart                 | 1        |
| Portugal Top 20 Singles Chart                   | 1        |
| España Afyve Singles Chart                      | 1        |
| Francia Top 30 Singles Chart                    | 1        |
| Finlandia Top 40 YLE Singles Chart              | 1        |
| Billboard Adult Contemporany Chart de EE. UU.   | 1        |
| Nueva Zelanda Top 50 RIANZ Singles Chart        | 1        |
| Australia Top 50 ARIA Singles Chart             | 1        |
| Billboard Hot 100                               | 107      |

### Trayectoria en listas
| Posición | 109 | 107 | 107 | 109 |

| Posición | 11 | 3 | 3 | 3 | 5 | 6 | 17 | 22 | 30 | 65 |

| Posición | 72 | 61 | 55 | 56 | 48 | 52 | 61 | 65 | 70 | 76 | 85 | 86 | 98 |

### Listas de fin de año
| País        | Posición | Año  |
| ----------- | -------- | ---- |
| Alemania    | 26       | 1982 |
| Bélgica     | 24       | 1982 |
| Francia     | 53       | 1982 |
| Líbano      | 18       | 1982 |
| Reino Unido | 76       | 1981 |

## Certificaciones
| País        | Certificación | Ventas    |
| ----------- | ------------- | --------- |
| Reino Unido | Oro           | + 610 000 |